# Room Service (Bryan Adams)
Room Service è il nono album del cantante rock canadese Bryan Adams pubblicato nel 2004 dalla Universal/Polydor. Il primo singolo estratto dall'album è stato il brano Open Road, successivamente Flying, Room Service e  This Side of Paradise nella edizione americana. Room Service è stato nominato per due Juno Awards, per "CD/DVD Artwork Design of the Year" e "Artist of the Year".

## Il disco

### Registrazione e produzione
Adams iniziò a lavorare all'album nel 2001, ma spostò la sua attenzione sull'album della colonna sonora, Spirit: Stallion of the Cimarron, la cui uscita era prevista per il 2002. Adams aveva iniziato a lavorare sull'album al The Warehouse Studio, in Canada, ma non aveva più tempo a disposizione perché stava per iniziare  un tour in Europa. Lui, insieme ai suoi soci, creò un sistema e decise di fare piccole sovraincisioni durante il tour, per vedere come funzionava. L'idea di registrare durante il tour era dovuta principalmente alla noia di Adams. Con le sue prime uscite Adams era, secondo le sue stesse parole, "impazzito, un po' pazzo", così iniziò a usare il suo tempo libero in tour per scrivere e registrare nuove canzoni. "Ho cercato di sfruttare il tempo che generalmente passi a non fare nulla", ha detto Adams. Riuscì a raccogliere in un paio di valigie l'attrezzatura sufficiente per creare un piccolo studio. In genere ordinavano un paio di stanze, ordinavano il servizio in camera e poi iniziavano la stagione di registrazione. Adams credeva che fosse un ambiente di lavoro migliore, anche quando lui e l'equipaggio spostavano le attrezzature molte volte durante una stagione, e normalmente ricevevano aiuto dal personale locale.
Adams ha prodotto l'album e co-scritto l'album con Gretchen Peters, Nicholas Bracegirdle, Phil Thornalley, Robert John "Mutt" Lange, Eliot Kennedy e Jörgen Elofsson.
(Bryan Adams)

### Canzoni
"East Side Story", il brano di apertura, quando gli è stato chiesto perché avesse scelto New York per la canzone, Adams ha risposto: "Probabilmente perché c'è così tanta attività di strada lì, anche se c'è un lato est in ogni città, a est di New York. " side, o Lower East Side, è particolarmente pieno di carattere. Sembrava semplicemente dipingere il quadro." 
La seconda traccia, "This Side of Paradise", parla della ricerca della verità; c'erano molte stazioni radio americane che si rifiutarono di trasmettere la canzone a causa del verso "Non c'è Babbo Natale".
Il primo singolo, Open Road, fu completato in due continenti mentre Adams era in tournée. "La traccia base è stata registrata a Vancouver, presso lo studio Warehouse", nota Adams, ma la voce era a Parigi, in Francia, e il chitarrista Keith Scott ha iniziato a lavorare sulla canzone nel backstage di Lethbridge, Alberta. Il video musicale della canzone non parla tanto del traffico quanto di dichiarazioni di "potere, autorità [...] e anti-establishment". Nell'estate del 2005, la canzone Open Road è stata usata come sigla per la serie 50 States in 50 Days per la emittente televisiva statunitense ESPN.
Room Service, la canzone del titolo dell'album tratta "dell'idea che il tour può essere molto solitario". Durante la scrittura della canzone, Adams voleva creare lo "spioncino sulla porta dell'hotel" in modo che la gente potesse sapere cosa stava facendo, pur riconoscendo che non è sempre così, "ma finisci per perdere davvero le cose che hai a disposizione".

## Accoglienza

### Pubblico
Room Service ha avuto un discreto successo commerciale, piazzandosi al numero uno in Germania, Svizzera e nella European Top 100 Albums, nonostante le recensioni contrastanti da parte della critica.
L'album ha conquistato la top ten in altri sette paesi; non ha riscosso un buon successo in Francia, dove l'album ha raggiunto la posizione numero duecento e negli Stati Uniti, dove è stato pubblicato senza una casa discografica, ma a livello internazionale l'album è entrato nelle classifiche in oltre 15 paesi e ha venduto oltre 1,5 milioni di copie.

### Ricezione critica
| Recensione    | Giudizio |
| ------------- | -------- |
| AllMusic      | [ 13 ]   |
| Rolling Stone | [ 14 ]   |
| BBC           | (medio)  |
| USA Today     | [ 16 ]   |

Stephen Thomas Erlewine di AllMusic ha dato al disco due stelle su cinque, dicendo che l'album "è evaporato" dopo averlo ascoltato, poiché nessuna canzone era memorabile e poiché Adams lo stava suonando "sul sicuro" con questo disco, nessuna canzone era cattiva né buona. , semplicemente "simpatico e professionale". Tuttavia, ha concluso che i fan di lunga data di Adams si sarebbero divertiti ma avrebbero anche posto la domanda; "perché si prende la briga di registrare nuovi album se non ha niente di nuovo da dire?" la recensione con "Room Service è ancora un disco migliore di quanto potresti immaginare".
David Wild di Rolling Stone ha assegnato due stelle e mezzo su cinque e ha osservato: "L'approccio di Adams al Room Service suona più alla moda in teoria che in pratica - a quanto pare ha registrato l'album in camere d'albergo assortite e aree dietro le quinte mentre in tournée in Europa (dove rimane molto richiesto). Il risultato: un disco che suona meno come Running on Empty di Jackson Browne (che è stato registrato in modo simile) che come un normalissimo album di Bryan Adams. [...] Per il fedele, almeno, il servizio in camera continua a offrire."
Il revisore della BBC Michelle Adamson ha dato all'album un giudizio medio, ha affermato che l'album ha avuto un inizio ragionevole ma è rapidamente sceso al suo punto più basso nella traccia quattro, "Flying". Tuttavia, le piacevano i testi quasi "privi di cliché" di "I Was Only Dreamin'" che offrivano un po' di varietà rispetto alla normale sorpresa di Adams. Adamson ha scritto nella sua conclusione che sentiva che c'era troppo poco per conquistare nuovi fan, pur riconoscendo che sarebbe stato ben accolto da quelli vecchi.
Elysa Gardner di USA Today ha dato all'album due stelle e mezzo su quattro, ha notato come molte delle canzoni fossero simili a gran parte del lavoro precedente di Adam, definendo le canzoni "rock solidi e digeribili a base di carne e patate consegnati in il suono stridulo immediatamente familiare dell'icona pop degli anni '80."

## Room Service Tour
Il tour, iniziato nel settembre del 2004 da Dornbirn in Austria, ha toccato diverse nazioni fra le quali: Belgio, Germania, Regno Unito, Spagna, Portogallo, Australia, Giappone, Italia, Canada e Stati Uniti d'America.
Nel corso del tour, nel 2005, si sono svolti 26 concerti negli Stati Uniti d'America insieme ai Def Leppard.
In Italia nel 2006 presso i Fori Imperiali a Roma, si è tenuto un concerto gratuito insieme a Billy Joel, organizzato da Telecom Italia e Comune di Roma; all'evento, denominato Telecomcerto, hanno assistito circa 500.000 persone.
Con il concerto tenuto a Karachi nel 2006, Adams è stato il primo artista occidentale ad esibirsi in Pakistan dopo gli Attentati dell'11 settembre 2001).

## Tracce
1. East Side Story – 3:22 (Adams, Peters, Bracegirdle)
2. This Side of Paradise – 3:50 (Adams, Peters)
3. Not Romeo Not Juliet – 3:37 (Adams, Thornalley, Munday)
4. Flying – 4:04 (Adams, Lange)
5. She's a Little Too Good for Me – 2:37 (Adams, Peters)
6. Open Road – 3:35 (Adams, Kennedy)
7. Room Service – 2:53 (Adams, Kennedy)
8. I Was Only Dreamin' – 2:30 (Adams, Peters)
9. Right Back Where I Started From – 3:41 (Adams, Kennedy)
10. Nowhere Fast – 3:48 (Adams, Peters, Ellofsson)
11. Why Do You Have to Be So Hard to Love – 2:58 (Adams, Peters)
12. Blessing in Disguise – 2:23 (Adams, Peters)

## Formazione

### Musicisti
- Bryan Adams – chitarra acustica, chitarra elettrica, basso, armonica a bocca, Dobro
- Keith Scott – chitarra elettrica
- Mickey Curry – batteria
- Norm Fisher – basso
- Gary Breit – pianoforte, organo
- Phil Thornalley – chitarra, tastiere
- Yoad Nevo – chitarra, batteria, programmazione
- Declan Masterson – Tin whistle su "Flying"
- Maurice Seezer – fisarmonica, pianoforte su "Flying"
- Gavin Greenway – arrangiamento d'archi su "Flying"
- Michael Kamen – arrangiamento d'archi e oboe in "I Was Only Dreaming '"
- The Pointless Brothers –Cori in  "Flying"

### Personale tecnico
- Bryan Adams, Robert Lange – produttore
- Phil Thornalley, Yoad Nevo – produttore aggiuntivo
- Bob Clearmountain – produttore, missaggio
- Ben Dobie, Avril Mackintosh e Olle Romo – modifica dei protocolli
- Ben Dobie – ingegnere
- Kirk McNally – ingegnere

## Classifiche
| Classifica             | Posizione massima |
| ---------------------- | ----------------- |
| Australia              | 15                |
| Austria                | 3                 |
| Belgio (Vallonia)      | 5                 |
| Belgio (Fiandre)       | 43                |
| Canada                 | 2                 |
| Danimarca              | 11                |
| Europa                 | 1                 |
| Finlandia              | 34                |
| Francia                | 200               |
| Germania               | 1                 |
| Irlanda                | 28                |
| Italia                 | 30                |
| Norvegia               | 18                |
| Paesi Bassi            | 3                 |
| Polonia                | 28                |
| Portogallo             | 5                 |
| Spagna                 | 72                |
| Svezia                 | 19                |
| Svizzera               | 1                 |
| Regno Unito            | 4                 |
| Regno Unito (physical) | 4                 |
| Scozia                 | 7                 |
| Stati Uniti            | 134               |